# Terrazza

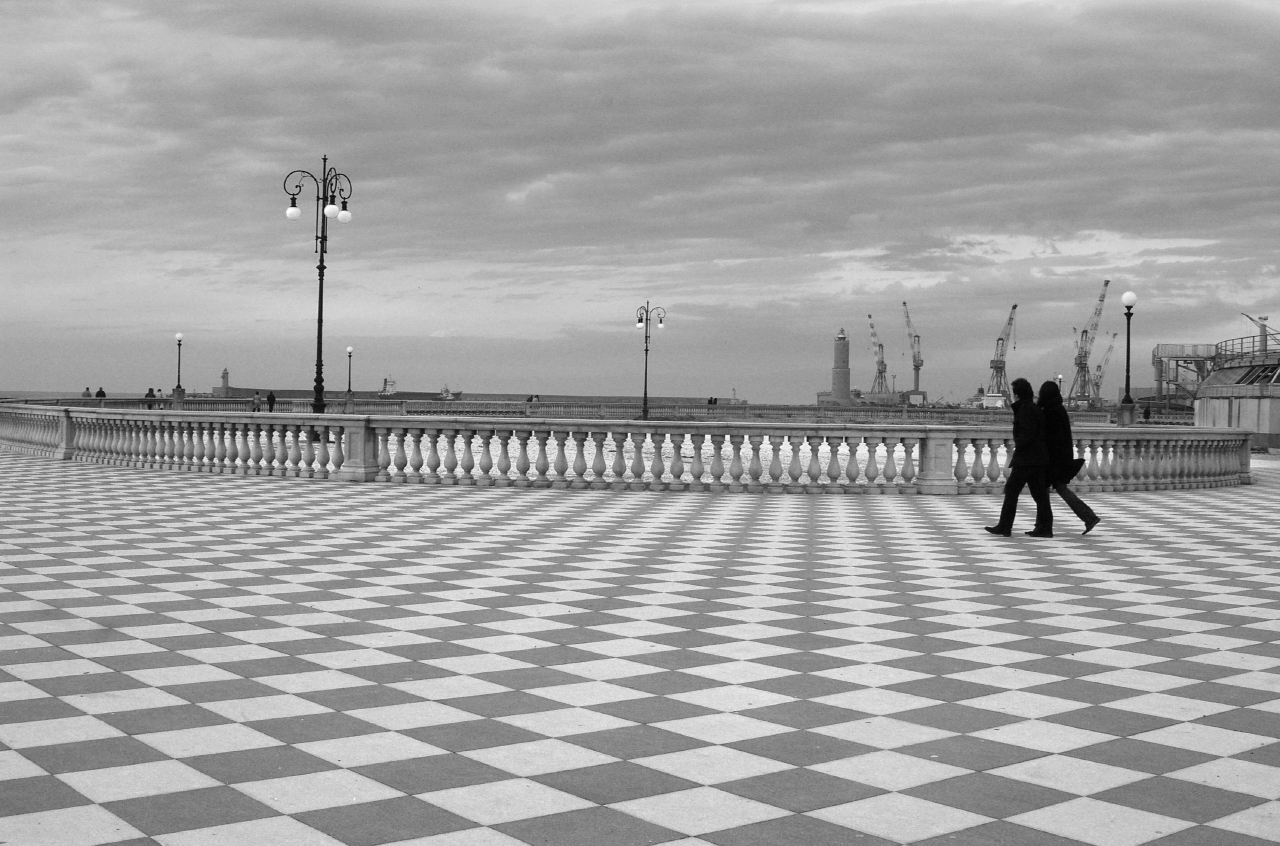
Veduta della Terrazza Mascagni a Livorno: sullo sfondo il Fanale del porto labronico

La terrazza è uno spazio architettonico aperto, agibile o anche abitabile accessorio a un edificio.

## Tipologie
- Per terrazza si intende il lastrico solare che fa da copertura a un fabbricato. È quindi uno spazio, che può essere di grandi dimensioni, di uso esclusivo oppure comune e a uso di servizio (stenditoio ecc.) nelle strutture con più unità abitative e condominiali. Ciò che distingue una terrazza dal terrazzo è che la terrazza non sporge dalla facciata, ma fa effettivamente da copertura a parti sottostanti del fabbricato.
- Il termine viene usato anche per ambiti più ristretti, accessibili da singoli alloggi, in aggetto o come loggia coperta, protetti da parapetto. Questi ultimi sono in genere indicati più comunemente con il termine maschile terrazzo o balcone, in alcuni casi anche veranda.
- Per terrazza può intendersi inoltre uno spazio delimitato e pavimentato all'interno di un giardino, a volte arredato, sempre in stretto collegamento con una abitazione.
- Terrazza, infine può essere anche un'area urbana, di solito all'interno di zone pubbliche (piazze, parchi, giardini pubblici) o anche private di grandi dimensioni (parchi di ville), dotato di veduta sul paesaggio (sulla città, sul mare, su giardini ecc.).

## Storia

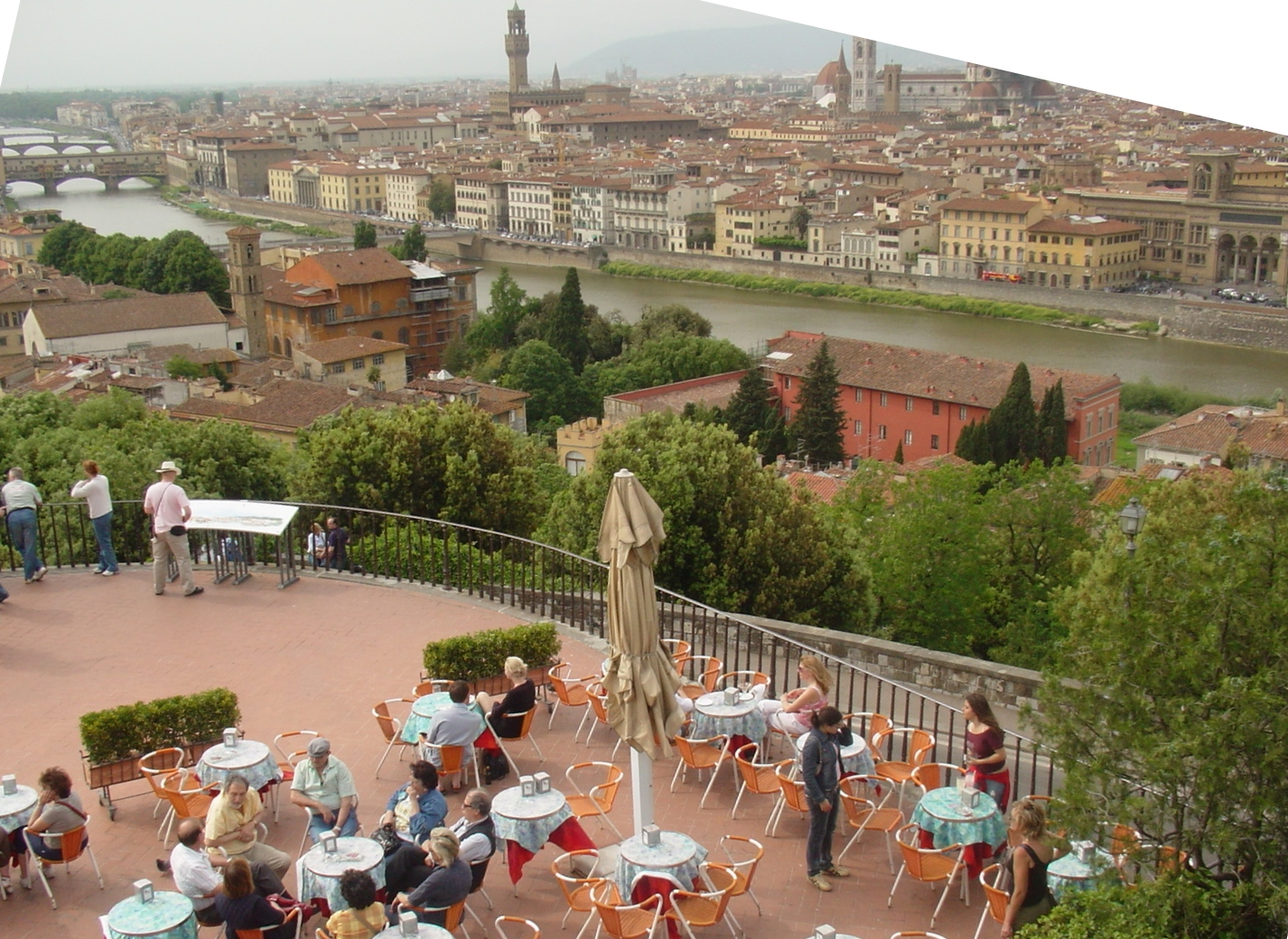
Piazzale Michelangelo a Firenze

Nella storia dell'architettura questo elemento ha avuto scarso utilizzo in epoca classica, in quanto le abitazioni signorili erano ad un piano e chiuse intorno a portici interni. Forse nelle insule romane, che erano abitazioni di vari piani, esistevano dei ballatoi in legno, che avevano però funzione di collegamento.
Nel Medioevo, a partire dai ballatoi esterni in legno dei castelli e delle casetorri, chiamati per l'appunto "torrazzi" (da cui deriva la parola moderna), si arriva alla tipologia del balcone in pietra a sbalzo. Famoso è il piccolo terrazzo a Verona dove la tradizione vuole che si affacciasse Giulietta ad amoreggiare con Romeo. La terrazza urbana o quella nei grandi giardini delle regge nasce invece nel Rinascimento, quando cambiano i concetti spaziali e prospettici di architettura (Reggia di Versailles, Giardino di Boboli a Firenze eccetera), per poi svilupparsi nei secoli successivi, (Piazza del Popolo a Roma, Piazzale Michelangelo a Firenze).
Il lastrico solare si sviluppa con il Movimento Moderno in architettura a seguito dell'adozione delle coperture piane, in relazione anche al miglioramento delle caratteristiche tecniche dei nuovi materiali. La terrazza diventa con Le Corbusier un vero e proprio spazio architettonico da vivere, comune o privato.
Villa Savoye e Unité d'Habitation sono gli esempi più evidenti di come uno spazio di solito amorfo possa divenire uno spazio vitale, denso di funzioni, dove è piacevole soggiornare. 
Ma l'International Style usa anche molto i terrazzi in aggetto e le logge, sfruttando la tecnologia del cemento armato: da ricordare i piccoli balconi del Bauhaus, accessori alle singole camere degli studenti, che diventano anche motivo prospettico, o le logge dell'Unité d'Habitation.
Famose sono le terrazze a sbalzo di Frank Lloyd Wright nella Casa sulla cascata (The Fallingwater), che aggettano vertiginosamente sul torrente creando una delle immagini di ambiente costruito più suggestive dell'architettura moderna.
Il Razionalismo italiano utilizzerà il tetto a terrazza con ottimi risultati architettonici in molti edifici, basti ricordare la Villa Malaparte a Capri di Adalberto Libera o i terrazzi aggettanti in cemento armato nelle architetture di Portolago di Armando Bernabiti e Rodolfo Petracco.